# (37375) 2001 VY39
2001 VY39 (asteroide 37375) é um asteroide da cintura principal. Possui uma excentricidade de 0.21902220 e uma inclinação de 16.64883º.
Este asteroide foi descoberto no dia 9 de novembro de 2001 por LINEAR em Socorro.